# 锦州广播电视台
锦州广播电视台是中华人民共和国辽宁省锦州市的市级广播电视台。